# Bukhinneinflammation
Bukhinneinflammation eller peritonit avser inflammation i bukhinnan, peritoneum. 
Bukhinneinflammationen uppstår vanligast då ett organ inuti peritoneum brister. Exempelvis kan en inflammerad tarm brista, till exempel blindtarmen, och därmed infektera bukhinnan. Bukhinneinflammation kan även uppstå hos bland annat patienter som behandlas med peritonealdialys mot kronisk njursvikt. Anledningen är då att patienten vidrört kopplingar som används vid dialysen eller kommit åt med kläderna. Det kan även bero på att bakterier från tarmen har läckt ut i bukhålan, till exempel när patienten har bråck i tarmen.  
Symptom vid bukhinneinflammation är mycket individuella, men buksmärtor, kräkningar och feber är vanligt förekommande. En hård buk vid palpation är ett typiskt kliniskt fynd. Tillståndet kan vara livshotande, om inte behandling sätts in. Behandling sker med antibiotika.